# Saint-André-de-Boëge
Saint-André-de-Boëge este o comună în departamentul Haute-Savoie din sud-estul Franței. În 2009 avea o populație de 587 de locuitori.

## Evoluția populației
| An        | 1975 | 1982 | 1990 | 1999 | 2006 | 2009 |
| --------- | ---- | ---- | ---- | ---- | ---- | ---- |
| Populație | 297  | 329  | 469  | 516  | 557  | 587  |